# La Pudeur
La Pudeur (en italien Pudicizia) est une sculpture d'Antonio Corradini de la période Baroque Rococo visible à la Chapelle Sansevero à Naples.
La sculpture est notable par sa représentation réussie d'un voile. Corradini a créé d'autres sculptures de ce type dont la Vestal Virgin Tuccia (en) exposée au Palais Barberini.
La femme sculptée représente la mère de Raimondo di Sangro qui décède peu après sa naissance. La statue repose sur une pierre tombale brisée.

## Liens externes

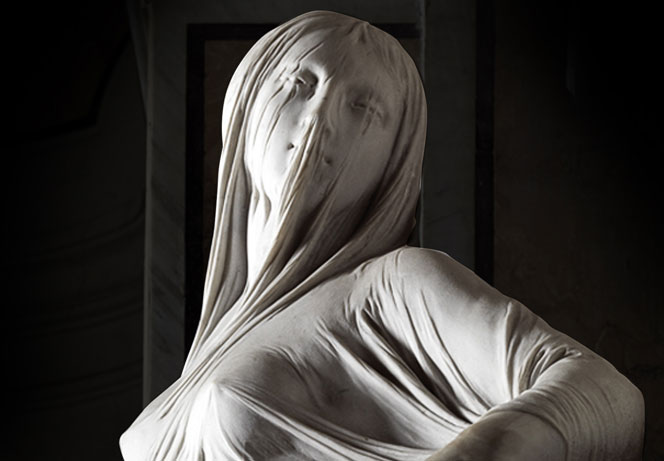
La Pudeur (détail)